# Ann Williams
Pour les articles homonymes, voir Ann Williams (homonymie) et Williams.
Elisabeth Ann Williams (née le 13 janvier 1937) est une médiéviste britannique, spécialiste de la période anglo-saxonne de l'histoire de l'Angleterre. Elle est senior research fellow à l'université d'East Anglia, et membre de la Society of Antiquaries of London et de la Royal Historical Society.

## Publications sélectives
- A Biographical Dictionary of Dark Age Britain : England, Scotland, and Wales, c.500–c.1050 (avec Alfred P. Smyth et David Kirby), B. A. Seaby, Londres, 1991.
- The English and the Norman Conquest, Boydell & Brewer, Woodbridge, 1995.
- Kingship and Government in Pre-Conquest England, c. 500–1066, Macmillan, Londres, 1999.
- Æthelred the Unready : the ill-counselled king, Hambledon and London, Londres, 2003.
- A Dictionary of Medieval Terms and Phrases (avec Christopher Coredon-Stoute), Boydell & Brewer, Woodbridge, 2004.
- The World Before Domesday : the English aristocracy, 900–1066, Continuum, Londres, 2008.